# Élections au Parlement des Canaries de 2023
Les élections au Parlement des Canaries de 2023 (en espagnol : elecciones al Parlamento de Canarias de 2023) se tiennent le dimanche 28 mai 2023, afin d'élire les 70 députés de la XIe législature du Parlement des Canaries pour un mandat de quatre ans.

## Mode de scrutin
Le Parlement des Canaries (Parlamento de Canarias) est une assemblée parlementaire monocamérale constituée de 70 députés (diputados), élus pour une législature de quatre ans au suffrage universel direct selon les règles du scrutin proportionnel d'Hondt par l'ensemble des personnes résidant dans la communauté autonome où résidant momentanément à l'extérieur de celle-ci, si elles en font la demande.

### Convocation du scrutin
Conformément à l'article 38 du statut d'autonomie de Canaries, le Parlement est élu pour un mandat de quatre ans. L'article 16 de la loi électorale des Canaries du 11 mai 2022 précise que les élections sont convoquées par le président du gouvernement des Canaries au moyen d'un décret publié le vingt-cinquième jour précédant la conclusion de la législature et le cinquante-quatrième jour précédant la date des élections.

### Nombre de députés et circonscriptions
Puisque l'article 39 du statut d'autonomie prévoit que le nombre de députés « ne sera pas inférieur à 50 ni supérieur à 75 », l'article 17 de la loi électorale dispose que le nombre de parlementaires est fixé à 70.
L'article 18 de la loi électorale établit huit circonscriptions, une couvrant l'ensemble du territoire de l'archipel et sept pour les îles. Les sièges sont répartis à raison de 9 pour la circonscription autonomique, 15 pour Grande Canarie et pour Tenerife, huit pour Fuerteventura, pour La Palma et pour Lanzarote, quatre pour La Gomera et trois pour El Hierro. En application de l'article 39 du statut, l'article 18 prévoit que si, à la suite des évolutions démographiques, une circonscription insulaire a moins de députés qu'une circonscription moins peuplée qu'elle, la répartition est réajustée selon un mécanisme prévu par une loi adoptée à la majorité des trois cinquièmes du Parlement,.
| Circonscriptions | Députés | Carte                                 |
| ---------------- | ------- | ------------------------------------- |
| Régionale        | 9       | nombre de députés par circonscription |
| El Hierro        | 3       | nombre de députés par circonscription |
| Fuerteventura    | 8       | nombre de députés par circonscription |
| Grande Canarie   | 15      | nombre de députés par circonscription |
| La Palma         | 8       | nombre de députés par circonscription |
| La Gomera        | 4       | nombre de députés par circonscription |
| Lanzarote        | 8       | nombre de députés par circonscription |
| Tenerife         | 15      | nombre de députés par circonscription |

### Présentation des candidatures
Peuvent présenter des candidatures, : 
- les partis ou fédérations politiques enregistrées auprès du registre des associations politiques du ministère de l'Intérieur ;
- les coalitions électorales de ces mêmes partis ou fédérations dûment constituées et inscrites auprès de la commission électorale au plus tard 15 jours après la convocation du scrutin ;
- et les électeurs de la circonscription, s'ils représentent au moins 1 % des inscrits.

### Répartition des sièges
Seules les listes ayant recueilli au moins 4 % des suffrages valides — qui correspondent au total des suffrages exprimés et des votes blancs — dans la circonscription autonomique pour celle-ci, ou 15 % des suffrages valides dans leur circonscription insulaire ou 4 % des suffrages valides sur l'ensemble du territoire de la communauté autonome pour les circonscriptions insulaires peuvent participer à la répartition des sièges à pourvoir, qui s'organise en suivant différentes étapes : 
- les listes sont classées en une colonne par ordre décroissant du nombre de suffrages obtenus ;
- les suffrages de chaque liste sont divisés par 1, 2, 3... jusqu'au nombre de députés à élire afin de former un tableau ;
- les mandats sont attribués selon l'ordre décroissant des quotients ainsi obtenus[9],[10],[11].

## Campagne

### Principales forces politiques
| Force politique | Force politique                                                          | Force politique | Idéologie                                                                       | Chef de file                                         | Résultats en 2019                           |
| --------------- | ------------------------------------------------------------------------ | --------------- | ------------------------------------------------------------------------------- | ---------------------------------------------------- | ------------------------------------------- |
|                 | Parti socialiste ouvrier espagnol (es) Partido Socialista Obrero Español | PSOE            | Centre gauche Social-démocratie, progressisme, régionalisme                     | Ángel Víctor Torres (Président)                      | 28,9 % des voix 25 députés                  |
|                 | Coalition canarienne (es) Coalición Canaria                              | CCa             | Centre à centre droit Nationalisme canarien, libéralisme, conservatisme         | Fernando Clavijo (Ex-président)                      | 21,9 % des voix 19 députés                  |
|                 | Parti populaire (es) Partido Popular                                     | PP              | Centre droit à droite Libéral-conservatisme, démocratie chrétienne              | Manuel Domínguez (es) (Ex-maire de Los Realejos)     | 15,2 % des voix 11 députés                  |
|                 | Unidas Sí Podemos (fr) Unies, oui nous pouvons                           | USP             | Gauche à extrême gauche Progressisme, socialisme démocratique, antimondialisme  | Noemí Santana (Conseillère aux Droits sociaux)       | 9,8 % des voix 4 députés                    |
|                 | Nouvelles Canaries (es) Nueva Canarias                                   | NC              | Centre gauche à gauche Nationalisme canarien, progressisme, fédéralisme         | Román Rodríguez (Vice-président du gouvernement)     | 9,1 % des voix 5 députés                    |
|                 | Ciudadanos (fr) Citoyens                                                 | Cs              | Centre droit à droite Libéralisme, réformisme, unionisme                        | Isabel Bello                                         | 7,4 % des voix 2 députés                    |
|                 | Vox                                                                      | Vox             | Droite radicale à extrême droite Néo-franquisme, centralisme, ultranationalisme | Nicasio Galván Sasia                                 | 2,5 % des voix 0 député                     |
|                 | Groupement socialiste gomérien (es) Agrupación Socialista Gomera         | ASG             | Centre gauche Social-démocratie, localisme insulaire                            | Casimiro Curbelo (Président du cabildo de La Gomera) | 0,7 % des voix 3 députés                    |
|                 | Groupement indépendant d'El Hierro (es) Agrupación Herreña Independiente | AHI             | Centre Nationalisme canarien, fédéralisme, localisme insulaire                  | Raúl Acosta                                          | Au sein de la Coalition canarienne 1 député |

## Résultat

### Participation
| Taux de participation | En 2019 | En 2023 | Différence |
| --------------------- | ------- | ------- | ---------- |
| à 14 heures           | 23,33 % | 26,19 % | 2,86       |
| à 17 heures           | 38,14 % | 41,83 % | 3,69       |
| à 20 heures           | 52,59 % | 52,00 % | 0,59       |

### Voix et sièges

#### Total régional
| Représentation en hémicycle sur un axe gauche-droite du résultat. |                                               |           |           |           |             |             |             |        |               |
| Partis                                                            | Partis                                        | Insulaire | Insulaire | Insulaire | Autonomique | Autonomique | Autonomique | Sièges | +/-           |
| Partis                                                            | Partis                                        | Voix      | %         | +/-       | Voix        | %           | +/-         | Sièges | +/-           |
|                                                                   | Parti socialiste ouvrier espagnol (PSOE)      | 247 811   | 27,17     | 1,71      | 295 969     | 32,43       | 2,90        | 23     | 2             |
|                                                                   | Coalition canarienne (CCa)                    | 201 401   | 22,08     | 0,15      | 175 198     | 19,20       | 4,17        | 19     | en stagnation |
|                                                                   | Parti populaire (PP)                          | 176 308   | 19,33     | 4,15      | 183 761     | 20,13       | 5,53        | 15     | 4             |
|                                                                   | Nouvelles Canaries (NC)                       | 72 372    | 7,93      | 1,12      | 65 028      | 7,13        | 2,14        | 5      | en stagnation |
|                                                                   | Vox                                           | 71 740    | 7,86      | 5,39      | 71 887      | 7,88        | 5,43        | 4      | 4             |
|                                                                   | Unidas Sí Podemos (USP)                       | 35 777    | 3,92      | 5,88      | 29 556      | 3,24        | 6,25        | 0      | 4             |
|                                                                   | Projet Drago (DVC)                            | 28 899    | 3,17      | Nv        | 30 392      | 3,33        | Nv          | 0      | en stagnation |
|                                                                   | Unis pour Grande Canarie (UxGC)               | 17 153    | 1,88      | Nv        | 13 760      | 1,51        | Nv          | 0      | en stagnation |
|                                                                   | Parti animaliste avec l'environnement (PACMA) | 11 190    | 1,23      | 0,11      | 11 803      | 1,29        | 0,06        | 0      | en stagnation |
|                                                                   | Groupement socialiste gomérien (ASG)          | 6 765     | 0,74      | 0,04      |             |             |             | 3      | en stagnation |
|                                                                   | Ciudadanos (Cs)                               | 3 510     | 0,38      | 6,98      | 3 548       | 0,39        | 6,55        | 0      | 2             |
|                                                                   | Parti nationaliste canarien (PNC)             | 2 395     | 0,26      | –         | 2 417       | 0,26        | –           | 0      | en stagnation |
|                                                                   | Groupement indépendant d'El Hierro (AHI)      | 1 660     | 0,18      | –         |             |             |             | 1      | en stagnation |
|                                                                   | Autres                                        | 19 289    | 2,11      | –         | 14 672      | 1,61        | –           | 0      | en stagnation |
|                                                                   | Blanc                                         | 15 947    | 1,75      | –         | 14 654      | 1,61        | –           |        |               |
|                                                                   |                                               |           |           |           |             |             |             |        |               |
| Votes valides                                                     | Votes valides                                 | 912 217   | 98,10     |           | 912 645     | 98,28       |             |        |               |
| Votes nuls                                                        | Votes nuls                                    | 17 694    | 1,90      | 15 940    | 1,72        |             |             |        |               |
| Total                                                             | Total                                         | 929 911   | 100       | –         | 928 585     | 100         | –           | 70     | en stagnation |
| Abstentions                                                       | Abstentions                                   | 858 501   | 48,00     |           | 860 121     | 48,09       |             |        |               |
| Inscrits / Participation                                          | Inscrits / Participation                      | 1 788 412 | 52,00     | 1 788 706 | 51,91       |             |             |        |               |

#### Par circonscription
| Circonscription | Circonscription | Autonomique | Autonomique | Autonomique | Autonomique   | El Hierro | El Hierro | El Hierro | El Hierro     | Fuerteventura | Fuerteventura | Fuerteventura | Fuerteventura | Grande Canarie | Grande Canarie | Grande Canarie | Grande Canarie |
| --------------- | --------------- | ----------- | ----------- | ----------- | ------------- | --------- | --------- | --------- | ------------- | ------------- | ------------- | ------------- | ------------- | -------------- | -------------- | -------------- | -------------- |
|                 |                 |             |             |             |               |           |           |           |               |               |               |               |               |                |                |                |                |
| Sièges          | Sièges          | 9           | 9           | 9           | en stagnation | 3         | 3         | 3         | en stagnation | 8             | 8             | 8             | en stagnation | 15             | 15             | 15             | en stagnation  |
|                 |                 |             |             |             |               |           |           |           |               |               |               |               |               |                |                |                |                |
|                 |                 | Nombre      | Nombre      | %           | %             | Nombre    | Nombre    | %         | %             | Nombre        | Nombre        | %             | %             | Nombre         | Nombre         | %              | %              |
| Inscrits        | Inscrits        | 1 788 706   | 1 788 706   | 100,00      | 100,00        | 11 190    | 11 190    | 100,00    | 100,00        | 74 128        | 74 128        | 100,00        | 100,00        | 724 011        | 724 011        | 100,00         | 100,00         |
| Abstentions     | Abstentions     | 860 121     | 860 121     | 48,09       | 48,09         | 4 717     | 4 717     | 42,15     | 42,15         | 34 800        | 34 800        | 46,95         | 46,95         | 348 861        | 348 861        | 48,18          | 48,18          |
| Votants         | Votants         | 928 585     | 928 585     | 51,91       | 51,91         | 6 473     | 6 473     | 57,85     | 57,85         | 39 328        | 39 328        | 53,05         | 53,05         | 375 150        | 375 150        | 51,82          | 51,82          |
| Nuls            | Nuls            | 15 940      | 15 940      | 1,72        | 1,72          | 150       | 150       | 2,32      | 2,32          | 1 351         | 1 351         | 3,44          | 3,44          | 7 407          | 7 407          | 1,97           | 1,97           |
| Exprimés        | Exprimés        | 912 645     | 912 645     | 98,28       | 98,28         | 6 323     | 6 323     | 97,68     | 97,68         | 37 977        | 37 977        | 96,56         | 96,56         | 367 743        | 367 743        | 98,03          | 98,03          |
|                 |                 |             |             |             |               |           |           |           |               |               |               |               |               |                |                |                |                |
| Partis          | Partis          | Voix        | %           | Sièges      | +/−           | Voix      | %         | Sièges    | +/−           | Voix          | %             | Sièges        | +/−           | Voix           | %              | Sièges         | +/−            |
|                 | PSOE            | 295 969     | 32,43       | 4           | 1             | 1 677     | 26,52     | 1         | en stagnation | 8 129         | 21,41         | 2             | 1             | 103 153        | 28,05          | 5              | en stagnation  |
|                 | CCa             | 175 198     | 19,20       | 2           | 1             | -         | -         | -         | -             | 9 771         | 25,73         | 3             | en stagnation | 34 990         | 9,51           | 1              | 1              |
|                 | PP              | 183 761     | 20,13       | 2           | 1             | 1 279     | 20,23     | 1         | en stagnation | 7 297         | 19,21         | 2             | 1             | 78 462         | 21,34          | 4              | 1              |
|                 | NC              | 65 028      | 7,13        | 0           | 1             | -         | -         | -         | -             | 4 115         | 10,84         | 1             | en stagnation | 53 140         | 14,45          | 3              | en stagnation  |
|                 | Vox             | 71 887      | 7,88        | 1           | 1             | 104       | 1,64      | 0         | en stagnation | 2 287         | 6,02          | 0             | en stagnation | 36 528         | 9,93           | 2              | 2              |
|                 | AHI             | -           | -           | -           | -             | 1 660     | 26,25     | 1         | en stagnation | -             | -             | -             | -             | -              | -              | -              | -              |
|                 | USP             | 29 556      | 3,24        | 0           | 1             | 158       | 2,50      | 0         | en stagnation | 834           | 2,20          | 0             | en stagnation | 15 334         | 4,17           | 0              | 1              |
|                 | Drago           | 30 392      | 3,33        | 0           | en stagnation | -         | -         | -         | -             | 1 612         | 4,24          | 0             | en stagnation | 7 589          | 2,06           | 0              | en stagnation  |
|                 | UxGC            | 13 760      | 1,51        | 0           | en stagnation | -         | -         | -         | -             | -             | -             | -             | -             | 17 153         | 4,66           | 0              | en stagnation  |
|                 | PACMA           | 11 803      | 1,29        | 0           | en stagnation | -         | -         | -         | -             | -             | -             | -             | -             | 4 102          | 1,12           | 0              | en stagnation  |
|                 | Cs              | 3 548       | 0,39        | 0           | en stagnation | -         | -         | -         | -             | -             | -             | -             | -             | 1 364          | 0,37           | 0              | 1              |
|                 | Autres          | 17 089      | 1,87        |             |               | 1 338     | 21,16     |           |               | 3 118         | 8,21          |               |               | 9 050          | 2,46           |                |                |
|                 | Blanc           | 14 654      | 1,61        | 107         | 1,69          | 814       | 2,14      | 6 878     | 1,87          |               |               |               |               |                |                |                |                |

| Circonscription | Circonscription | La Gomera | La Gomera | La Gomera | La Gomera     | La Palma | La Palma | La Palma | La Palma      | Lanzarote | Lanzarote | Lanzarote | Lanzarote     | Tenerife | Tenerife | Tenerife | Tenerife      |
| --------------- | --------------- | --------- | --------- | --------- | ------------- | -------- | -------- | -------- | ------------- | --------- | --------- | --------- | ------------- | -------- | -------- | -------- | ------------- |
|                 |                 |           |           |           |               |          |          |          |               |           |           |           |               |          |          |          |               |
| Sièges          | Sièges          | 4         | 4         | 4         | en stagnation | 8        | 8        | 8        | en stagnation | 8         | 8         | 8         | en stagnation | 15       | 15       | 15       | en stagnation |
|                 |                 |           |           |           |               |          |          |          |               |           |           |           |               |          |          |          |               |
|                 |                 | Nombre    | Nombre    | %         | %             | Nombre   | Nombre   | %        | %             | Nombre    | Nombre    | %         | %             | Nombre   | Nombre   | %        | %             |
| Inscrits        | Inscrits        | 26 782    | 26 782    | 100,00    | 100,00        | 87 062   | 87 062   | 100,00   | 100,00        | 105 000   | 105 000   | 100,00    | 100,00        | 760 239  | 760 239  | 100,00   | 100,00        |
| Abstentions     | Abstentions     | 14 144    | 14 144    | 52,81     | 52,81         | 41 963   | 41 963   | 48,20    | 48,20         | 54 525    | 54 525    | 51,93     | 51,93         | 359 491  | 359 491  | 47,29    | 47,29         |
| Votants         | Votants         | 12 638    | 12 638    | 47,19     | 47,19         | 45 099   | 45 099   | 51,80    | 51,80         | 50 475    | 50 475    | 48,07     | 48,07         | 400 748  | 400 748  | 52,71    | 52,71         |
| Nuls            | Nuls            | 266       | 266       | 2,10      | 2,10          | 888      | 888      | 1,97     | 1,97          | 1 000     | 1 000     | 1,98      | 1,98          | 6 632    | 6 632    | 1,65     | 1,65          |
| Exprimés        | Exprimés        | 12 372    | 12 372    | 97,90     | 97,90         | 44 211   | 44 211   | 98,03    | 98,03         | 49 475    | 49 475    | 98,02     | 98,02         | 394 116  | 394 116  | 98,35    | 98,35         |
|                 |                 |           |           |           |               |          |          |          |               |           |           |           |               |          |          |          |               |
| Partis          | Partis          | Voix      | %         | Sièges    | +/−           | Voix     | %        | Sièges   | +/−           | Voix      | %         | Sièges    | +/−           | Voix     | %        | Sièges   | +/−           |
|                 | PSOE            | 2 213     | 17,89     | 1         | en stagnation | 10 551   | 23,87    | 2        | 1             | 14 347    | 29,00     | 3         | en stagnation | 107 741  | 27,34    | 5        | 1             |
|                 | CCa             | 1 147     | 9,27      | 0         | en stagnation | 18 756   | 42,42    | 4        | 1             | 13 497    | 27,28     | 3         | en stagnation | 123 240  | 31,27    | 6        | 1             |
|                 | PP              | 553       | 4,47      | 0         | en stagnation | 8 827    | 19,97    | 2        | en stagnation | 8 508     | 17,20     | 1         | en stagnation | 71 382   | 18,11    | 3        | 1             |
|                 | NC              | -         | -         | -         | -             | 1 327    | 3,00     | 0        | en stagnation | 4 330     | 8,75      | 1         | 1             | 9 460    | 2,40     | 0        | en stagnation |
|                 | Vox             | 247       | 2,00      | 0         | en stagnation | 1 340    | 3,03     | 0        | en stagnation | 3 402     | 6,88      | 0         | en stagnation | 27 832   | 7,06     | 1        | 1             |
|                 | ASG             | 6 765     | 54,68     | 3         | en stagnation | -        | -        | -        | -             | -         | -         | -         | -             | -        | -        | -        | -             |
|                 | USP             | -         | -         | -         | -             | 874      | 1,98     | 0        | en stagnation | 2 136     | 4,32      | 0         | 1             | 16 441   | 4,17     | 0        | 1             |
|                 | Drago           | -         | -         | -         | -             | 1 036    | 2,34     | 0        | en stagnation | 1 237     | 2,50      | 0         | en stagnation | 17 425   | 4,42     | 0        | en stagnation |
|                 | PACMA           | -         | -         | -         | -             | -        | -        | -        | -             | -         | -         | -         | -             | 7 088    | 1,80     | 0        | en stagnation |
|                 | Cs              | -         | -         | -         | -             | -        | -        | -        | -             | -         | -         | -         | -             | 2 146    | 0,54     | 0        | 1             |
|                 | Autres          | 1 312     | 10,60     |           |               | 908      | 2,05     |          |               | 766       | 1,55      |           |               | 5 192    | 1,32     |          |               |
|                 | Blanc           | 135       | 1,09      | 592       | 1,34          | 1 252    | 2,53     | 6 169    | 1,57          |           |           |           |               |          |          |          |               |

## Suites
Le 1er juin 2023, la Coalition canarienne (CCa) et le Parti populaire (PP) entreprennent des négociations formelles, après plusieurs échanges téléphoniques, afin de former ensemble le prochain gouvernement des Canaries. Ils annoncent, le 6 juin suivant, être parvenus à un accord politique pour constituer une coalition gouvernementale.
Le lendemain, le Groupement indépendant d'El Hierro (AHI) signe à son tour cet accord, qui prévoit sa participation à l'exécutif, ce qui assure le soutien de 35 députés sur 70 au futur gouvernement de Fernando Clavijo. Le Groupement socialiste gomérien (ASG) devient à son tour partie à l'accord le 8 juin dans une posture de soutien sans participation, alors qu'il faisait partie du gouvernement sortant d'Ángel Víctor Torres, ce qui garantit à Clavijo une majorité absolue de 38 députés.
Lors de la séance d'ouverture de la XIe législature, le 27 juin, la députée de Tenerife Astrid Pérez, membre du PP, est élue présidente du Parlement par 38 voix favorables, ce qui confirme la solidité de l'entente entre les quatre partis.
Le 12 juillet, Fernando Clavijo obtient la confiance du Parlement par 38 voix pour et 32 voix contre. Il bénéficie, comme prévu, du soutien de la Coalition canarienne, du Parti populaire et des deux partis insulaires ASG et AHI. Le Parti socialiste, Nouvelles Canaries et Vox expriment de leur côté un vote négatif.